# Vide-ordures et Sabordage
Albums de Les Betteraves
Blackmarket EP
(Novembre 2003)

Vide-ordures et Sabordage est le dernier album du groupe parisien Les Betteraves, paru en novembre 2003, peu après la dissolution du groupe.
Comme tous les autres albums des Betteraves, les droits d'auteurs de cet album n'ont pas été déposés à la SACEM.

## Musiciens
Les trois musiciens des Betteraves ont participé à l'enregistrement de l'album:
- Till (Meuh) - Chant et guitare.
- Kojack - Chant et basse.
- Maël (Nounours) - Batterie et parfois chœurs.

Ont aussi été invités pour l'album huit groupes, qui ont repris à leur manière une chanson des Betteraves:

## Liste des titres
L'album est séparé en deux CD, Vide-ordures, qui contient des pistes que le groupe n'avait jamais éditées sur un album, et Sabordage, enregistrement du dernier concert donné par les Betteraves le 27 janvier 2003.

## Vide-ordures
1. Introduction (symphonique en la majeur) - 0:15
2. Jennifer 2 - 1:20
3. Euh... Punk ? - 2:43
4. Comme une baleine - 2:28
5. Conclusion (dramatiquement banale) - 0:04
6. Lapin Billy - 2:24
7. Un couscous pour Jean-Marie - 3:30
8. Pas ta bonne - 3:03
9. Existence saine - 2:34
10. Zwibir - 3:14
11. Pavillon 36 - 3:31
12. L'alcool rend con - 3:59
13. 20 ans (soupe) - 3:25
14. Jennifer 3 - 2:07
15. Jah - 2:09
16. Johnny - 3:22
17. Pif paf pouf (rap) - 2:44
18. Les balances - 0:47
19. Le bonjour du manchot - 1:02
20. Kiss-cool (par Full Up) - 2:30
21. Jennifer 80's (par Darling Genocide) - 2:00
22. Comme une baleine (par la Maximum Kouette) - 2:32
23. 20 ans (par Nothing New) - 3:20
24. Je suis fol (par la Raïa) - 1:53
25. Pif paf pouf (version allemande) (par Mr. Ossible) - 3:58
26. Pas travailler (par Mafga) - 2:27
27. Zwibir 2 (par Guerilla Poubelle) - 3:21

## Sabordage
1. Euh... Punk ? - 2:44
2. Les extraterrestres - 0:34
3. Je suis fou - 2:21
4. Sportifs = crétins - 3:04
5. Jennifer - 1:22
6. Nain d'jardin - 2:41
7. Sale bouffe - 3:02
8. Loft Story - 4:36
9. Oui oui - 1:57
10. Patati patata - 2:10
11. Comme une baleine - 2:49
12. Jennifer 2 - 1:15
13. Le bizou - 2:23
14. Cassage de matos - 1:16
15. Pas ta bonne - 2:41
16. Mr tease - 1:04
17. Pas travailler - 1:41
18. Kiss-cool - 2:33
19. Loft Story 2 - 0:41
20. Tueur de coiffeur - 9:27

## Reprises et hommages
- Les chansons Lapin Billy et Oui oui sont des reprises de Ludwig von 88
- La chanson Existence saine est une reprise des Cadavres
- La chanson Pavillon 36 est une reprise des Bérurier Noir
- Dans la chanson Je suis fou du CD Sabordage, Till dit: « Bon, excusez nous, le son est un peu crade, toute façon on s'en fout », en référence à la même phrase prononcée par François des Bérurier Noir en novembre 1989 à l'Olympia.